# 王氏宗祠 (肥东县)
王氏宗祠，是位于中国安徽省合肥市肥东县张集乡下王村的一个清末古建筑，2012年入选第五批肥东县文物保护单位。
王氏宗祠始建于清朝初年，太平天国运动时毁于战火，同治年间重建，占地560平方米，建筑面积330平方米，为仿徽派建筑，砖木结构硬山顶，二进五开间，两边各有两间厢房，门楣上有“三槐堂”匾额。